# Kurt Benz
Georg Adam Kurt Benz (* 2. November 1889 in Ludwigshafen; † 30. Mai 1983 in Bad Bergzabern) war ein deutscher Bürgermeister und Landrat.

## Leben und Wirken
Benz war ein promovierter Mediziner und als Zahnarzt in Landsberg (Warthe) tätig. Er trat zum 26. März 1926 der NSDAP bei (Mitgliedsnummer 32.061) und war ab 1928 auch Orts- und Kreisleiter. Er bewarb sich erfolgreich um die ausgeschriebene Stelle als Bürgermeister in Nowawes und wurde durch Verfügung des Regierungspräsidenten am 24. September 1935 für zwölf Jahre mit Wirkung vom 15. Oktober 1935 in dieses Amt berufen. In seiner Amtszeit wurde 1938 die Stadt Nowawes mit der Villenkolonie Neubabelsberg zur Stadt Babelsberg zusammengelegt.
Mit Erlass des Reichsministers des Inneren vom 17. Oktober 1939 wurde Benz im November 1939 als kommissarischer Landrat des Landkreises Beeskow-Storkow eingesetzt. Mit Wirkung vom 6. Juni 1942 übernahm er offiziell dieses Amt. Er wurde am 1. Juli 1944 zum Wehrdienst eingezogen, blieb pro forma bis zum Ende des Zweiten Weltkrieges 1945 im Amt.

## Ehrungen
- Goldenes Ehrenzeichen der NSDAP
- 1942 Kriegsverdienstkreuz II. Klasse